# John Howell
John Howell (Edimburgo, 1788 – Edimburgo, 4 aprile 1863) è stato un inventore, imprenditore e scrittore britannico ed è considerato uno dei "polyartists" del suo tempo (ovvero una sorta di "polimata").
Nel 1829 ha pubblicato il romanzo storico-avventuroso La Vita e le Avventure di Alexander Selkirk, nel quale narra le vicende dell'omonimo corsaro (a costui è ispirato il più celebre Robinson Crusoe, che è del 1719).
Tra le sue diverse invenzioni (perlopiù riguardanti la produzione libraria), si ricorda, in particolare, la rilegatura "plough" ("ad aratro").
Ha spaziato anche in altri settori della tecnica, arrivando a tentare personalmente di volare e di viaggiare sott'acqua, attraverso macchine da lui stesso progettate e costruite. Nel primo caso si ruppe le gambe, nel secondo quasi affogò). Ha anche provato a camminare sull'acqua. Stando all'amico Leslie Fleming, sapeva un po' di tutto, ma praticamente tutte le sue invenzioni funzionavano fallacemente.
Fu anche impiegato in una fonderia. Si sa che lo fu a lungo, ma non si sa esattamente quanto né quando. Tuttavia, a lui si deve un processo di stampaggio per mezzo di stucco secco che riscosse grande successo.

## Biografia
Nacque ad Edimburgo, nel quartiere Lauriston, nel 1788. Fece l'apprendistato presso un rilegatore e fu successivamente (1810-1815) assistente di Robert Kinnear, libraio di Frederick Street. Trascorse poi cinque anni con la ditta "Stevenson", la quale eseguiva stampe per conto dell'università. Presso quest'ultima si è distinto per le migliorie tecniche introdotte nel processo produttivo.
Tuttavia, dovette poi tornare al mestiere di legatore presso un laboratorio in Thistle Street. Conobbe così, tra gli altri, Sir Walter Scott. Fu là che inventò la rilegatura "plough", la quale, essenzialmente, consente un più agevole taglio dei bordi dei libri. È probabilmente a questo periodo che risalgono gli esordi letterari, che lo porteranno a pubblicare, nel 1829, The Life and Adventures of Alexander Selkirk (celebre corsaro, vissuto un secolo prima, che si ritrovò, nel 1704-1709, spiaggiato su un'isola disabitata, dove tuttavia riuscì a sopravvivere).
Pare che anche lui, come Alexander Leighton, abbia scritto alcuni dei racconti della raccolta Tales of the Borders, firmata dall'amico John Mackay Wilson (il quale morì prima di poterla portare a termine).
Sue opere minori sono il saggio An Essay on the War-galleys of the Ancients (1826) e la biografia romanzata The Life of Alexander Alexander (1830).
Successivamente, aprì uno "shop" (un "negozio") per commerciare oggetti stravaganti, che però fungeva anche da "workshop" ("bottega"), giacché riparava porcellane e foto. Anche questo si trovava in Frederick Street. L'insegna recitava "polyartist". Non fu un commerciante di successo.
Fu Howell ad avviare la prima produzione di piatti in stile pompeiano nel Regno Unito. Pare che neanche questa impresa gli sia riuscita compiutamente.